# Nicola Lambo
Nicola Lambo (* in Kingston) ist eine jamaikanische Schauspielerin.

## Leben
Lambo wurde auf Jamaika geboren, doch verbrachte sie den Großteil ihres Lebens im US-Bundesstaat Florida, vor allem in den Städten Orlando und Miami. Sie hat eine Schwester. Sie erwarb einen Bachelor-Abschluss in Jazz an der University of Miami. Ab ihrem vierten Lebensjahr sammelte sie erste Erfahrungen als Teil von Theaterstücken.
2005 gab Lambo im Film Barney: The Land of Make Believe ihr Filmschauspieldebüt. Nach ihrer Rolle als Corrine im Tierhorrorfilm Mega Shark vs. Crocosaurus im Jahr 2010, war sie regelmäßig als Schauspielerin zu sehen. 2014 stellte sie in Golden Winter 2 – Die Katzen sind los die Rolle der Julia, Mutter des Hauptprotagonisten, dar. Im selben Jahr hatte sie unter anderen Episodenrollen in den Fernsehserien Stalker, Scandal, Parenthood und Scorpion. Von 2015 bis einschließlich 2019 stellte sie in der Fernsehserie Last Life in insgesamt 16 Episoden die Rolle der Dr. Kristin Stanwicke dar. Wiederkehrende Rollen hatte sie in den Serien Schatten der Leidenschaft, Revenge oder auch Zeit der Sehnsucht inne. 2020 stellte sie im Kurzfilm Stuck die weibliche Hauptrolle dar. 2022 stellte sie im Film Trimmer die größere Rolle der Dr. Rachel Bradley dar.

## Filmografie (Auswahl)
- 2005: Barney: The Land of Make Believe
- 2010: Mega Shark vs. Crocosaurus
- 2010: Conan (Fernsehserie, 2 Episoden, verschiedene Rollen)
- 2010: Bum with a Gun
- 2011: Special Agent Oso: Three Healthy Steps (Fernsehserie, Episode 1x01)
- 2011: Shuffle
- 2011; 2015: Schatten der Leidenschaft (The Young and the Restless, Fernsehserie, 2 Episoden, verschiedene Rollen)
- 2012: Seasons (Kurzfilm)
- 2012; 2014: General Hospital (Fernsehserie, 2 Episoden, verschiedene Rollen)
- 2013: 90210 (Fernsehserie, Episode 5x22)
- 2013: Hart of Dixie (Fernsehserie, Episode 3x04)
- 2014: Futurestates (Fernsehserie, Episode 5x06)
- 2014: Atlas Shrugged II: The Strike
- 2014: Golden Winter 2 – Die Katzen sind los (Julia)
- 2014: Stalker (Fernsehserie, Episode 1x06)
- 2014: Scandal (Fernsehserie, Episode 4x07)
- 2014: Parenthood (Fernsehserie, Episode 6x08)
- 2014: Scorpion (Fernsehserie, Episode 1x09)
- 2014–2015: Revenge (Fernsehserie, 3 Episoden)
- 2015: When Duty Calls (Fernsehfilm)
- 2015: CSI: Cyber (Fernsehserie, Episode 1x09)
- 2015: San Andreas Quake – Los Angeles am Abgrund (San Andreas Quake)
- 2015: Despair Sessions
- 2015: Microchip Jones (Fernsehserie, Episode 2x01)
- 2015: The Story of Miya (Fernsehserie, Episode 1x01)
- 2015: Reset (Kurzfilm)
- 2015: Zeit der Sehnsucht (Days of Our Lives, Fernsehserie, 2 Episoden, verschiedene Rollen)
- 2015: F#@K I Love U (Fernsehserie, 2 Episoden)
- 2015: Don’t Wake Mommy
- 2015–2019: Last Life (Fernsehserie, 16 Episoden)
- 2016: Castle (Fernsehserie, Episode 8x10)
- 2016: Break-Up Nightmare
- 2016: The Catch (Fernsehserie, Episode 1x02)
- 2016: Missed Connections
- 2016: Jane the Virgin (Fernsehserie, Episode 2x20)
- 2016: Fresh Off the Boat (Fernsehserie, Episode 2x21)
- 2016: A Father’s Secret (Fernsehfilm)
- 2016: Baby Daddy (Fernsehserie, Episode 5x14)
- 2016: Major Crimes (Fernsehserie, Episode 5x13)
- 2016: *Loosely Exactly Nicole (Fernsehserie, Episode 1x03)
- 2017: Elizabeth Blue
- 2017: Speechless (Fernsehserie, Episode 1x19)
- 2017: A Crooked Somebody
- 2017: Law & Order True Crime (Fernsehserie, Episode 1x01)
- 2017: How to Get Away with Murder (Fernsehserie, Episode 4x02)
- 2017: Me, Myself and I (Fernsehserie, Episode 1x03)
- 2017: Freakish (Fernsehserie, Episode 2x09)
- 2017: One-Handed (Kurzfilm)
- 2017: Lethal Weapon (Fernsehserie, Episode 2x07)
- 2018: Mom (Fernsehserie, Episode 5x09)
- 2018: Life in Pieces (Fernsehserie, Episode 3x10)
- 2018: American Crime Story (Fernsehserie, 3 Episoden)
- 2018: Navy CIS (NCIS, Fernsehserie, Episode 15x23)
- 2018: The Thinning: New World Order
- 2018: S.W.A.T. (Fernsehserie, Episode 2x07)
- 2018: GPS (Kurzfilm)
- 2018: Ruthless (Fernsehserie, Episode 1x01)
- 2019: Will & Grace (Fernsehserie, Episode 10x13; Sprechrolle)
- 2019: When She Wakes – Fürchte Deine Träume (After She Wakes)
- 2020: Criminal Minds (Fernsehserie, Episode 15x05)
- 2020: The Neighborhood (Fernsehserie, Episode 2x16)
- 2020: Man with a Plan (Fernsehserie, Episode 4x11)
- 2020: Blue Moves (Kurzfilm)
- 2020: Acts of Revenge
- 2020: Greenland
- 2020: In the Cut (Fernsehserie, Episode 7x04)
- 2020: Stuck (Kurzfilm)
- 2020: Pink Skies Ahead
- 2020: Listen (Kurzfilm)
- 2021: Good Trouble (Fernsehserie, Episode 3x02)
- 2021: Rebellin (Rebel, Fernsehserie, Episode 1x01)
- 2021: Secret Agent Dingledorf and His Trusty Dog Splat
- 2021: Lucifer (Fernsehserie, Episode 6x04)
- 2021: Navy CIS: L.A. (NCIS: Los Angeles, Fernsehserie, Episode 13x03)
- 2022: Trimmer
- 2022: The Ice Cream Stop (Kurzfilm)
- 2023: Katie’s Mom
- 2023: Candy Cane Lane
- 2023: Sharing the Floor (Kurzfilm)